# Kanton Le Puy-en-Velay-2
 Le Puy-en-Velay-2 is een kanton van het Franse departement Haute-Loire. Het kanton maakt deel uit van het arrondissement Le Puy-en-Velay en telde 13.321 inwoners in 2019.
Het kanton werd gevormd ingevolge het decreet van 17 februari 2014 met uitwerking op 22 maart 2015, met Le Puy-en-Velay als hoofdplaats.

## Gemeenten
Het kanton omvat de volgende gemeenten: 
- Aiguilhe
- Chadrac
- Chaspinhac
- Le Monteil
- Polignac
- Le Puy-en-Velay (noordelijk deel)